# جیمز اس. براون جونیور
جیمز اس. براون جونیور (انگلیسی: James S. Brown Jr.؛ ۱۶ مارس ۱۸۹۲ – ۱ ژوئن ۱۹۴۹) فیلم‌بردار اهل ایالات متحده آمریکا بود.
از فیلم‌هایی که وی در آن‌ها نقش داشته‌است، می‌توان به درنگ کن، ببین و گوش کن، داغ ننگ، سوت‌زن، هدف و دام اشاره نمود.